# Nakanojō
Nakanojō (japanska: 中之条町?, Nakanojō-machi) är en landskommun (köping) i Gunma prefektur i Japan.  